# Мелвін Браун
Мелвін Браун Касадос (ісп. Melvin Brown Casados; нар. 28 січня 1979, Наранхос, Мексика) — мексиканський футболіст, що грав на позиції захисника.
Виступав, зокрема, за клуб «Крус Асуль», а також національну збірну Мексики.

## Клубна кар'єра
У дорослому футболі дебютував 2001 року виступами за команду клубу «Крус Асуль», в якій провів три сезони, взявши участь у 101 матчі чемпіонату. Більшість часу, проведеного у складі «Крус Асуль», був основним гравцем захисту команди.
Згодом з 2004 по 2012 рік грав у складі команд клубів «Хагуарес Чьяпас», «Пуебла», «Естудіантес Текос» та «Крус Асуль».
Завершив професійну ігрову кар'єру у клубі «Ірапуато», за команду якого виступав протягом 2012—2013 років.

## Виступи за збірну
2001 року дебютував у складі національної збірної Мексики в матчі проти США. Протягом кар'єри у національній команді, яка тривала усього 3 роки, провів у формі головної команди країни 10 матчів.
У складі збірної був учасником чемпіонату світу 2002 року в Японії і Південній Кореї.